# Марковский сельсовет (Алтайский край)
Марковский сельсовет — упразднённое в 2014 году муниципальное образование со статусом сельского поселения и административно-территориальное образование в Ключевском районе Алтайского края России. Административный центр — село Марковка.

## История
5 сентября 2014 года Закон Алтайского края № 59-ЗС Зелёнополянский сельсовет и Марковский сельсовет объединены в Зелёнополянский сельсовет с административным центром в селе Зелёная Поляна.

## Население
| 1997 | 1998 | 1999 | 2000 | 2001 | 2002 |
| ---- | ---- | ---- | ---- | ---- | ---- |
| 446  | ↘439 | ↘409 | ↘405 | ↘369 | ↘350 |
| 2003 | 2004 | 2005 | 2006 | 2007 | 2008 |
| ↘340 | ↗354 | ↘321 | →321 | ↗323 | ↘320 |
| 2009 | 2010 | 2011 | 2012 | 2013 | 2014 |
| ↘307 | ↘304 | ↘303 | ↘294 | ↘289 | ↘284 |

По результатам Всероссийской переписи населения 2010 года, численность населения муниципального образования составила 304 человека, в том числе 137 мужчин и 167 женщин.

## Населённые пункты
В состав сельского поселения входит один населённый пункт — село Марковка.